# ميس برانتلي
ميس برانتلي (الاسم العلمي:Celtis prantlii) هو نوع من النباتات يتبع جنس الميس من الفصيلة القنبية.